# Johann Friedrich von Brandt
Johann Friedrich von Brandt ( 25 de mayo de 1802 - 15 de julio de 1879) fue un naturalista alemán.
Brandt nació en Jüterbog y fue educado en un Gymnasium de Wittenberg y en la Universidad Humboldt de Berlín. En 1831 fue nombrado director del Departamento de Zoología de la Academia de las Ciencias de San Petersburgo, donde publicó en ruso. Brandt animó la colección de animales nativos, muchos de los cuales no estaban representados en el museo. Empezaron a llegar muchos ejemplares de las expediciones de Nikolái Alekséyevich Sévertsov, Przewalsky, Middendorf, Schrenck y Radde.
Describió diversas aves recogidas por exploradores rusos de la costa del Pacífico de América del Norte, incluyendo  Phalacrocorax penicillatus ,  Antagalla brevirostris  y el éider de Fischer.
Brandt también fue uno entomólogo especializado en los coleópteros. Murió en Merreküll, Estonia.

## Algunas publicaciones

### Botánica
- Flora berolinensis, 1824, 1825
- P. Phoebus, J. T. C. Ratzeburg. Abbildung und Beschreibung der in Deutschland wildwachsenden Giftgewächse. 1828–1838, 2.ª ed. 1838.
- Abbildung und Beschreibung der in Deutschland wild wachsenden und in Gärten im Freien ausdauernden Giftgewächse nach natürlichen Familien erläutert, v. 1. Hirschwald, Berlín 1834. 2 tomos edición digitalizada en Universitäts- und Landesbibliothek Düsseldorf.
- Abbildung und Beschreibung der in Deutschland wild wachsenden und in Gärten im Freien ausdauernden Giftgewächse nach natürlichen Familien erläutert, v. 2, con P. Phoebus y Ratzeburg, Berlín 1838 edición digitalizada en Universitäts- und Landesbibliothek Düsseldorf
- Deutschlands phanerogamische Giftgewächse in Abbildungen und Beschreibungen. Hirschwald in Comm. Berlín, 1834
- Getreue Darstellung und Beschreibung der in der Arzneykunde gebräuchlichen Gewächse de Friedrich Gottlob Hayne.
- Getreue Darstellung und Beschreibung der in der Arzneykunde gebräuchlichen Gewächse wie auch solcher, welche mit ihnen verwechselt werden können. 12 v. 1805–1856 (seguido por Johann Friedrich Brandt, Julius Theodor Christian Ratzeburg y Johann Friedrich Klotzsch) edición digitalizada en Universitäts- und Landesbibliothek Düsseldorf.

Otros escritos
- Medizinische Zoologie oder getreue Darstellung und Beschreibung der Thiere, die in der Arzneimittellehre in Betracht kommen, v. 1. Berlín, 1829.
- Medizinische Zoologie oder getreue Darstellung und Beschreibung der Thiere, die in der Arzneimittellehre in Betracht kommen, v. 2. Berlín, 1833.

## Honores

### Epónimos
El murciélago de Brandt y el erizo de Brandt se nombraron en su honor.
- La abreviatura «Brandt» se emplea para indicar a Johann Friedrich von Brandt como autoridad en la descripción y clasificación científica de los vegetales.[1]

## Abreviatura (zoología)
La abreviatura Brandt  se emplea para indicar a Johann Friedrich von Brandt como autoridad en la descripción y taxonomía en zoología.

## Literatura
- „Berühmte Persönlichkeiten und ihre Verbindung zu Wittenberg“ von Heinrich Kühne und Heinz Motel im Verlag Göttinger Tageblatt 1990 ISBN 3-924781-17-6
- „Heinrich Kühne erzählt Wittenberger Geschichten“ Teil 3 herausgegeben in Druckerei Michelmann 1994
- H. B. Geinitz. Johann Friedrich Brandt. En: C. H. Knoblauch: Leopoldina – Amtliches Organ der Kaiserlichen Leopoldino-carolinischen deutschen Akademie der Naturforscher. Heft XVI –Nr. 3-4, febrero 1880, Halle (Saale), pp. 20